# Waterloo (Belgie)
Waterloo (valonsky Waterlô) je obec v belgické provincii Valonský Brabant. Žije zde přes 30 000 obyvatel na rozloze 21,03 km2. Dle údajů ze září 2011 necelých 20 % obyvatel tvoří cizinci pracující především pro instituce a společnosti v nedalekém Bruselu. Šlo především o Francouze (1 237 osob), Italy (537), Brity (303), Američany (445) a Švédy (425).

## Historie
První písemná zmínka o obci pochází z roku 1102. Poblíž města se 18. června 1815 odehrála bitva, v níž bylo francouzské vojsko Napoleona Bonaparta definitivně poraženo od spojených pruských, britských, nizozemských, nasavských a brunšvických vojsk. Bitva znamenala konec Napoleonova stodenního císařství.
V letech 1820–1826 byl u obce vybudován Lví pahorek na místě, kde byl během bitvy mušketou sražen z koně Vilém II. Nizozemský. Jde o umělý kopec vysoký 43 m s obvodem 520 m. Na jeho vrchol vede 226 schodů. Zde je pak na kamenném podstavci umístěna socha lva symbolizující vítězství spojeneckých vojsk. Socha váží 28 tun a byla odlita v Lutychu. Památník slouží jako vyhlídkové místo, odkud si návštěvník může prohlédnout místo bojiště.

## Partnerská města
- Rambouillet, Francie
- Nagakute, Japonsko
- Differdange, Lucembursko
- Korntal-Münchingen, Německo